# Victor Martinez (scrittore)
Victor Martinez (Fresno, 21 febbraio 1954 – San Francisco, 18 febbraio 2011) è stato uno scrittore statunitense.

## Biografia
Quarto di 12 figli di braccianti agricoli immigrati dal Messico, è nato il 21 febbraio 1954 a Fresno.
Ha studiato alla California State University della città natale e a Stanford grazie ad una borsa di studio (Stegner Fellowship) e successivamente si è trasferito a San Francisco svolgendo svariati mestieri e partecipando attivamente alla vita culturale della città.
Dopo aver pubblicato una raccolta di liriche, Caring For A House, nel 1996 ha dato alle stampe il libro per ragazzi in parte autobiografico Il pappagallo nel forno, romanzo di formazione di un quattordicenne chicano tra baby gang e povertà, vincendo il National Book Award per la letteratura per ragazzi e il Pura Belpré Award.
È morto il 18 febbraio 2011 a San Francisco a causa di un cancro ai polmoni

## Opere

### Raccolte di poesie
- Caring For A House (1992)

### Romanzi
- Il pappagallo nel forno (Parrot in the Oven: Mi Vida, 1996), Milano, Mondadori, 1998 traduzione di Gabriella Paulucci ISBN 88-04-45219-6.

## Premi e riconoscimenti
- Américas Award: 1996 vincitore con Il pappagallo nel forno[5]
- National Book Award per la letteratura per ragazzi: 1996 vincitore con Il pappagallo nel forno
- Pura Belpré Award: 1998 vincitore con Il pappagallo nel forno